# Вилмош Фойт
Вилмош Фойт (на унгарски: Voigt Vilmos, р. 17 януари 1940 г., Сегед, Унгария) e унгарски семиотик, фолклорист и етнолог.

## Биография
Фойт завършва етнология и унгарска филология в университета „Лоранд Етвьош“ в Будапеща (1963).
През 2010 г. става почетен доктор на Тартуския университет.

## По-значими произведения
- Modellálás a folklorisztikában (Моделиране във фолклористиката). Budapest: Akadémiai Kiadó, 1969, 83 p.
- A folklór alkotások elemzése (Анализ на фолклорните текстове). Budapest: Akadémiai Kiadó, 1972, 377 p.
- A folklór esztétikájához (Естетика на фолклора). Budapest: Kossuth Könyvkiadó, 1972, 384 p. (Esztétikai Kiskönyvtár)
- Aspects of the Examination of Acculturation in Hungarian Folk Culture (Аспекти на измерването на акултурацията в унгарската народна култура). Budapest: Akadémiai Kiadó, 1975, 330 p.
- Glaube und Inhalt. Drei Studien zur Volksueberlieferung (Мислене и съдържание. Три студии върху фолклорната традиция). Eötvös Loránd Tudományegyetem, 1976, 120 p.
- Bevezetés a szemiotikába (Увод в семиотиката). Gondolat, 1977, 216 p.
- (в съавторство с Лаури Хонко) Genre, Strukture and Reproduction in Oral Literature (Жанр, структура и възпроизводство в устната литература). Budapest: Akadémiai Kiadó, 1980, 187 p.
- (в съавторство с Лаури Хонко) Adaptation, change, and decline in oral literature (Адаптиране, промяна и упадък в устната литература). Suomalaisen Kirjallisuuden Seura, 1981, 185 p.
- Suggestions Towards a Theory of Folklore (Предложения към една теория за фолклора). Budapest: Mundus Magyar Egyetemi Kiadó, 1999, XII, 409 p. (Mundus Library of Folklore Studies).
- Világnak kezdetétől fogva: történeti folklorisztikai tanulmányok. Budapest: Universitas, 2000, 368 p.
- A folklórtól a folklorizmusig. Budapest: Universitas, 2001, 355 p.
- A vallási élmény története (История на религиозния опит). Budapest: Timp Kft., 2004, 253 p.
- Europäische Linien (Европейски линии). Budapest: Akadémiai Kiadó, 2005, 274 p. (Studies in Ethnology; 2.)
- A vallás megnyilvánulásai (Проявления на религията). Budapest: Timp Kft., 2006, 343 p.

## На български
- „За комуникативната система на фолклорните жанрове“ (превод от английски). – сп. Български фолклор, ІV, 1978, № 3, с. 40 – 55.[3]
- „Семиотиката на свети Владислав“ (превод от унгарски Джени Маджаров). – сп. Български фолклор, XXVII, 2001, № 2 – 3, с. 48 – 59.[3]
- „Хиляда деветстотин петдесет и шеста година и нейното значение за унгарската фолклористика“. – В: В света на човека, т. 1. София: УИ „Св. Климент Охридски“, 2008[3]